# Fayetteville (Carolina del Norte)
Fayetteville es una ciudad localizada en el Condado de Cumberland, Carolina del Norte, Estados Unidos. En el censo del 2000, la ciudad tenía una población de 121.015 habs. Es la sede de condado de Cumberland y es la sede de Fort Bragg, una base militar del ejército de los Estados Unidos situado al noroeste de la ciudad.
A fecha de 2009, la ciudad de Fayetteville tenía una población de aproximadamente 198.061 habitantes, entre los que se incluyen la anexión realizada tras el censo del 2000. En la actualidad, es el sexto municipio más grande de Carolina del Norte. Fayetteville está localizada cerca de Sandhills en la parte occidental de la región de Coastal Plain, en el río Cape Fear. Con una población de 341.363 habitantes, el área metropolitana de Fayetteville es la más grande en el sureste de Carolina del Norte, y la quinta más grande del estado. Las zonas suburbanas del área metropolitana de Fayetteville incluyen Hope Mills, Spring Lake, Raeford, Stedman y Eastover.

## Historia

### Los primeros asentamientos
El territorio ocupado en la actualidad por Fayetteville estuvo habitado por diversos pueblos nativos americanos, tales como los eno, shakori, waccamaw, keyauwee, y los indios de Cape Fear, durante más de 12.000 de años.
Después de los disturbios violentos de la Guerra yamasee y la Guerra Tuscarora, durante la segunda década del siglo XVIII, la administración de la colonia de Carolina del Norte promovió el asentamiento colonial a lo largo de la parte alta del río Cape Fear, la única vía fluvial navegable íntegramente en Carolina del Norte. Dos asentamientos del interior, Cross Creek, y Campbellton fueron establecidas por los escoceses de Campbellton, Argyll and Bute, Escocia.
Los comerciantes de Wilmington querían fundar una ciudad en el río Cape Fear para proteger el comercio con el país fronterizo. Tenían miedo de que se utilizase el río Pee Dee para transportar los productos a Charleston, S.C. Los comerciantes sin embargo, compraron tierras de Newberry en Cross Creek. Campbellton se convirtió en un lugar donde vivían negros libres y blancos pobres, y era conocida por su anarquía.
Después de la Guerra de Independencia de los Estados Unidos, las dos ciudades se unieron y fueron bautizadas para honrar al Marqués de La Fayette, un héroe militar francés que se destacó luchando con el ejército estadounidense durante la Guerra de Independencia de los Estados Unidos. Con el tiempo, muchas ciudades recibieron el nombre de Lafayette pero, Fayatteville, en Carolina del Norte, fue la primera de todas ellas. Los franceses llegaron a Fayetteville por carruaje con caballos en 1825, durante su gran gira por los Estados Unidos en 1824 y 1825.

### Revolución americana
La zona donde se encuentra en la actualidad Fayetteville estaba habitada por gentes de distintos orígenes, especialmente por escoceses de las Tierras Altas de Escocia, quienes eran leales al gobierno británico. No obstante, también había un cierto número de patriotas activos.
A finales de junio de 1775, la junta "Liberty Point Resolves" precedió a la Declaración de Independencia por poco más de un año. El documento de Liberty Point comprometió el grupo a "seguir adelante y estar listo para sacrificar nuestras vidas y fortunas para defender la libertad y seguridad del país." El documento concluyó: "esta obligación de continuar en pleno vigor hasta una conciliación que se llevará a cabo entre Gran Bretaña y América, en los principios constitucionales, un evento que deseamos con vehemencia; y mantendremos a todas aquellas personas contrarias a la libertad de las colonias, que se niegan a suscribirse a esta Asociación; y lo haremos en todas las cosas que siguen el consejo de nuestro Comité General respetando los propósitos antes mencionados, la preservación de la paz y el orden y la seguridad de la propiedad individual y privada." Robert Rowan, quien aparentemente organizó el grupo, firmó primero.
Robert Rowan (alrededor de 1738-1798) fue una de las principales figuras públicas de la zona durante el siglo XVIII. Cñomerciante y empresario de profesión, Rowan llegó a Cross Creek en la década de 1760. Sirvió como oficial de la Guerra Franco-india, como sheriff, juez y legislador, y como líder de la causa Patriota en la Guerra Revolucionaria. Rowan distribuyó la declaración como "Liberty Point Resolves" en 1775. En su honor, en Fayetteville han recibido su nombre una calle (Rowan Street) y un parque (Rowan Park), así como un local de Daughters of the American Revolution. Por el contrario, el Condado de Rowan (fundado en 1753) fue nombrado por su tío, Matthew Rowan.
Flora MacDonald (1722-1790), la heroína escocesa, quien saltó a la fama por haber ayudado a "Bonnie Prince Charlie" después de la derrota del ejército de Highlander en Culloden en 1746, vivió en Carolina del Norte cerca de cinco años. La leyenda cuenta que arengó a la fuerza republicana en Cross Creek, dentro de la cual se encontraba su marido, Allan, mientras se dirigían a su eventual derrota en la Batalla de Creek Bridge en 1776.
El municipio setenta y uno en el oeste del Condado de Cumberland (ahora una parte de Fayetteville) recibe ese nombre en honor a una unidad británica de la revolución americana.

### Después de la revolución
Fayetteville experimentó lo que a veces se llama su "década de oro" durante 1780. Fue anfitrión, en 1789, de la convención que ratificó la Constitución de los Estados Unidos y de la Asamblea General que fletó la Universidad de Carolina del Norte en Chapel Hill, la universidad pública más antigua de América. Los legisladores hicieron una pausa para el funeral del exgobernador Richard Caswell, quien se enfermó después de llegar a Fayetteville y murió el 10 de noviembre de 1789. Fayetteville perdió frente a la futura ciudad de Raleigh en el intento de convertirse en la capital permanente del estado.
En 1793, se creó la Infantería Ligera de Fayetteville y todavía está activa como una unidad ceremonial. Es la segunda unidad de milicia más antigua del país.
Henry Evans (alrededor dr 1760-1810), un predicador libre negro, es conocido localmente como el "Padre del Metodismo", entre los metodistas de la zona. Evans era un zapatero de profesión y un predicador metodista licenciado. Se encontró con la oposición de los blancos cuando comenzó a predicar a los esclavos en Fayetteville, pero su predicación más tarde atrajo a blancos a sus servicios. Se le atribuye la construcción de la primera iglesia en la ciudad, llamada Casa de los Africanos, en 1796. La iglesia Evans Metropolitan AME Zion se bautizó así en su honor.

### Antes de la Guerra
Fayetteville permaneció como una villa de sólo 3500 residentes en 1820, pero la población del Condado de Cumberland quedó como la segunda más urbana en el estado detrás del Condado de New Hanover (Wilmington).
El "Gran Incendio" de 1831, se cree que fue uno de lo peores en la historia de la nación, aunque no hubo pérdidas vitales. Cientos de hogares y los negocios públicos más conocidos resultaron destruidos, entre ellos la antigua "Casa de Gobierno". Los líderes de Fayetteville se movilizaron rápidamente para ayudar a las víctimas y reconstruir la ciudad.
La casa del Mercado, completada en 1832, se convirtió en el centro de comercio y celebraciones. La estructura fue construida en las ruinas de la antigua Casa de Gobierno. Fue el mercado de la ciudad hasta 1906. Luego funcionó como el Ayuntamiento de Fayetteville hasta 1907. Desde el año 2020, la Casa del Mercado es un museo de historia local.

### La era de la Guerra Civil
En marzo de 1865, el general William Tecumseh Sherman y su ejército de 60,000 hombres se movieron a Fayetteville. El Estado Confederado quedó totalmente destruido. Las tropas de Sherman también destruyeron las fundiciones y fábricas de algodón y las oficinas de The Fayetteville Observer. No muy lejos de Fayetteville, tropas de la Confederación y de la Unión participaron en la última batalla de caballería de la Guerra Civil, la Batalla del Cruce de Monroe.
El centro de Fayetteville fue el escenario de una escaramuza, mientras el teniente general Wade Hampton y sus hombres sorprendieron a una patrulla de caballería, asesinando a 11 soldados de la Unión y capturando a una docena el 11 de marzo de 1865.

### DelsigloXXhasta el presente
La población del Condado de Cumberland se multiplicó en los años posteriores a la Segunda Guerra Mundial, con un aumento del 43% en la década de 1960, el mayor de cualquiera de los cien condados de Carolina del Norte. La construcción se vio acelerada por la evolución comercial y las subdivisiones suburbanas comenzaron a extenderse fuera de los límites de la ciudad de Fayetteville hacia Fort Bragg y Pop Air Force. Los sistemas escolares del Fayetteville y el Condado de Cumberland avanzaron hacia una integración gradual a partir de los años '60 y los transportes escolares favorecieron la integración de los estudiantes a gran escala en la década de 1970.
Los derechos civiles y políticos fueron conquistándose, con los estudiantes de la Universidad de Profesores del Estado de Fayetteville (ahora la Universidad Fayetteville State) a la cabeza. La política iba cambiando. Y pronto los servicios de los restaurantes y los cines dejaron de estar separados para blancos y negros. Los afroamericanos y las mujeres ganaron lugares en un número significativo, desde finales de la década de 1960 y en la de 1970 y 1980.
La era de Vietnam fue una época de cambios en la comarca de Fayetteville. Fort Bragg no envió muchas unidades a Vietnam, pero desde 1966 a 1970, más de 200.000 soldados fueron entrenados antes de irse para la guerra. El efecto de esta rotación de tropas fue espectacular y los restos de esta época todavía son visibles en la mayor parte de Fayetteville. Las protestas antibelicistas en Fayetteville atrajeron la atención nacional por la proximidad a For Bragg, en una ciudad que generalmente apoyaba la guerra. Jane Fonda fue a Fayetteville para participar en tres eventos antiguerra. Debido a estos cambios en los años 1960 y 1970, se pusieron de moda apodos como "Fayettenam" y todavía siguen siendo de uso popular en la actualidad. También, en este tiempo, Fayetteville dio titulares a los medios de comunicación, después de que el doctor del ejército Jeffrey R. MacDonald asesinara a su esposa embarazada y a sus dos hijas en su hogar Ft. Bragg en 1970.
Fayetteville ha tratado de revertir la imagen de su centro urbano a través de varios proyectos de revitalización del centro, con resultados mixtos. Las nuevas adiciones, como el Museo Airborne & Special Operations, el Museo de Transporte de Fayetteville, el Parque Linear de Fayetteville, y el Parque Festivo de Fayetteville, que abrieron a finales de 2006, han contribuido en cambiar el aspecto de la ciudad. La población, sin embargo, todavía tiene una tasa muy alta de criminalidad.
Las ciudades y áreas rurales alrededor de Fayetteville han experimentado un crecimiento rápido durante la última década. Su crecimiento se ha extendido a los suburbios como Hope Milles, Raeford y Spring Lake.
La parte occidental del Condado de Cumberland fue anexado en Fayetteville en los últimos años.
En 2008, BestLife Magazine, utilizando datos de la Oficina del Censo de los Estados Unidos, el Centro nacional para Estadísticas de Educación, el FBI, la Asociación Americana de Museos, el Centro Nacional de Estadísticas de Salud y la Asociación Americana de Abogados, clasificó a Fayetteville como la tercera peor ciudad en América para formar una familia.
Recientemente, sin embargo, la revista Where To Retire nombró a Fayetteville uno de los mejores lugares para retirarse.
En el 2005, el Congreso ordenó que, debido al esfuerzo de BRAC, Fort Bragg ganaría varios comandos nuevos. El Ejército cerraría el Comando de Fueras de Estados Unidos y el Comando de Reserva de Estados Unidos en Atlanta y se mudarían a Fort Bragg. Este movimiento espera reubicar más de 30 000 personas a esta zona como resultado de los cambios de mando y las empresas que no se moverán para apoyar el comando. FORSCOM gana $300 millones de dólares en contratos anuales.

## Santuario de la comunidad para las familias militares
El 5 de septiembre de 2008, Fayetteville fue declarada "El primer Santuario para Familias de Militares en el Mundo". Esta declaración fue apoyada por dignatarios locales, regionales y nacionales, incluyendo el alcalde Tony Chavonne, el Comisionado del Condado Breeden Blackwell, el representante de Carolina del Norte, el General de Brigada Arthur Bartell, el coronel John McDonald y el congresista Robin Hayes. A través del ejército y otros grupos voluntarios, los ciudadanos y empresas de Fayetteville están dedicados a las fuerzas armadas.
La revista Time reconoció a Fayetteville por su apoyo a las familias de militares y declaró a Fayetteville como la ciudad pro-militar de América.

## Geografía
Fayetteville está localizada en 35°04'00" al norte, 78°55'03" al oeste (35.066663, -78.917579).
Según la Oficina del Censo de los Estados Unidos, la ciudad tiene un total de 60.0 millas (155.3 km²). 58.8 millas cuadradas (152.2 km²) de ella es tierra y 1.2 millas cuadradas (3.1 km²) de ella es agua. El área total es 1,98% de agua.

### Clima
| Parámetros climáticos promedio de Fayetteville, Carolina del Norte (normales 1991–2020, extremos 1910–presente) | Parámetros climáticos promedio de Fayetteville, Carolina del Norte (normales 1991–2020, extremos 1910–presente) | Parámetros climáticos promedio de Fayetteville, Carolina del Norte (normales 1991–2020, extremos 1910–presente) | Parámetros climáticos promedio de Fayetteville, Carolina del Norte (normales 1991–2020, extremos 1910–presente) | Parámetros climáticos promedio de Fayetteville, Carolina del Norte (normales 1991–2020, extremos 1910–presente) | Parámetros climáticos promedio de Fayetteville, Carolina del Norte (normales 1991–2020, extremos 1910–presente) | Parámetros climáticos promedio de Fayetteville, Carolina del Norte (normales 1991–2020, extremos 1910–presente) | Parámetros climáticos promedio de Fayetteville, Carolina del Norte (normales 1991–2020, extremos 1910–presente) | Parámetros climáticos promedio de Fayetteville, Carolina del Norte (normales 1991–2020, extremos 1910–presente) | Parámetros climáticos promedio de Fayetteville, Carolina del Norte (normales 1991–2020, extremos 1910–presente) | Parámetros climáticos promedio de Fayetteville, Carolina del Norte (normales 1991–2020, extremos 1910–presente) | Parámetros climáticos promedio de Fayetteville, Carolina del Norte (normales 1991–2020, extremos 1910–presente) | Parámetros climáticos promedio de Fayetteville, Carolina del Norte (normales 1991–2020, extremos 1910–presente) | Parámetros climáticos promedio de Fayetteville, Carolina del Norte (normales 1991–2020, extremos 1910–presente) |
| Mes | Ene. | Feb. | Mar. | Abr. | May. | Jun. | Jul. | Ago. | Sep. | Oct. | Nov. | Dic. | Anual |
| --- | --- | --- | --- | --- | --- | --- | --- | --- | --- | --- | --- | --- | --- |
| Temp. máx. abs. (°C)                                                                                            | 27.2 | 29.4 | 32.8 | 35.6 | 38.9 | 41.1 | 41.7 | 43.3 | 41.1 | 38.3 | 31.7 | 30 | 43.3 |
| Temp. máx. media (°C)                                                                                           | 12.2 | 14.3 | 18.5 | 23.8 | 27.8 | 31.4 | 33 | 31.8 | 28.8 | 23.8 | 18.3 | 13.8 | 23.1 |
| Temp. media (°C)                                                                                                | 6.7 | 8.3 | 12.1 | 17.1 | 21.6 | 25.7 | 27.6 | 26.6 | 23.4 | 17.7 | 12 | 8.1 | 17.2 |
| Temp. mín. media (°C)                                                                                           | 1.1 | 2.3 | 5.7 | 10.4 | 15.4 | 20.1 | 22.2 | 21.2 | 18.1 | 11.6 | 5.7 | 2.4 | 11.3 |
| Temp. mín. abs. (°C)                                                                                            | -18.3 | -17.2 | -10 | -5.6 | 1.1 | 6.7 | 10.6 | 7.8 | 4.4 | -6.1 | -9.4 | -16.7 | -18.3 |
| Precipitación total (mm)                                                                                        | 80 | 70.6 | 78.2 | 80 | 79 | 124.2 | 125.7 | 136.1 | 123.7 | 82 | 77.2 | 75.4 | 1132.3 |
| Días de precipitaciones (≥ 0.2 mm)                                                                              | 9.4 | 8.9 | 10.0 | 9.0 | 10.6 | 11.1 | 11.6 | 12.0 | 9.6 | 7.8 | 8.3 | 9.4 | 117.7 |
| Fuente: NOAA | | | | | | | | | | | | | |

## Educación

### Escuelas públicas
Las escuelas del Condado de Cumberland, que sirve a Fayetteville y a los alrededores del Condado de Cumberland, es la 78.ª escuela pública más grande del sistema de la nación.

### Escuelas privadas
- Academia Fayetteville[8]
- Escuela Católica St. Ann[9]
- Escuela Católica St. Patrick
- Academia Northwood Temple[10]
- Escuela Cristiana Fayetteville[11]
- Academia Village Christian
- Academia Berean Baptist[12]
- Academia Cumberland Christian
- Academia Liberty Christian[13]
- Academia Breezewood Christian
- Academia Cornerstone Christian

### Colegios y universidades
- Universidad Fayetteville State
- Universidad Metodista
- Universidad Fayetteville Technical Community
- Colegio de Divinidad

## Demografía
Según el censo del 2000, tenía 121.015 habitantes, 48.414 hogares y 31.662 familias que residían en la ciudad. La densidad de población era de 2,059.2 personas por milla cuadrada (795.0/km²). Había 53.565 unidades de casas en una densidad media de 351.9 personas/km² (911.5 personas/milla). La composición racial de la ciudad era la siguiente: 48.76%, blancos; 42.42% negros o afroamericanos; 5.67% hispanos; 2.19%, asiáticos americanos; 1.1%, nativos americanos; 0.22%, nativos de Hawái u otras islas del Pacífico, 2.53%, de otra raza; y 2.78%, de dos o más razas.
Había 48.414 casas, de las cuales el 31.8% tenía niños menores de 18 años viviendo en su seno, el 44.7% eran parejas casadas viviendo juntos, el 17.1% tenían una mujer sin el marido presente, y el 34.6% no eran familias. El 28.2% de todas las casas estaban formadas por individuos y el 7.8% tenía a una persona mayor de 65 años viviendo sola. El tamaño de una casa era 2.42 y el tamaño de la familia era 2.96.
Por edades, el 25.4% tenía menos de 18 años; el 12.7%, entre 18 y 24 años; el 31.2%, entre 25 y 44 alos; el 19.7%, entre 45 y 64 años; y el 11.0% tenían 65 años o más. La edad media era de 32 años. Por cada 100 mujeres había 91.9 hombres. Paor cada 100 mujeres mayores de 18 años, había 88.7 hombres.
La renta media para una casa en la ciudad era de 36.287 dólares y la renta media para una familia era de 41.210 dólares. Los hombres tenían una renta media de 30.493 dólares frente a los 23.477 de las mujeres. El ingreso per cápita para la ciudad era de 19.141 dólares. El 14.8% de la población y el 11.7% de las familias estaban por debajo del umbral de pobreza. El 21.4% de los menores de 18 años y el 14.4% de las personas mayores de 65 años vivían por debajo del umbral de la pobreza.
Una lucha de 15 meses llegó a su fin — al menos por ahora — el 30 de septiembre de 2005, cuando Fayetteville anexó 27 millas cuadradas (70 km²) y 46.000 residentes. Los residentes afectados y desarrolladores habían bloqueado la anexión durante más de un año con tres demandas. Perdieron en la Corte de Apelaciones en junio. La Corte falló en los desafíos después de que se presentaran fuera de plazo. La ley requiere que todos los problemas que hay que presentar sean en el plazo de 60 días desde que el municipio adopta una ordenanza de anexión. Cuando la Corte Suprema estatal se negó a considerar una apelación, la ciudad siguió adelante con sus planes. Una solicitud de la Corte Suprema de los Estados Unidos para analizar el caso está pendiente, y una decisión puede llegar en enero.

## Transporte

### Transporte aéreo
El Aeropuerto Regional de Fayetteville cuenta con cinco operadores regionales que prestan servicios de pasajeros diarios y estacionales a tres nudos de comunicaciones aéreas principales en los Estados Unidos. Las compañías regionales adicionales y varios operadores de base fija ofrecen servicios adicionales para los pasajeros y operaciones de aviación general.
- Aerolíneas:

- US Airways

Compañía regional aérea US Airways Express, operada por Air Wisconsin, Mesa Airlines y PSA Airlines, proporciona servicio diario al Aeropuerto Internacional de Charlotte-Douglas, y servicio de temporada al Aeropuerto Internacional de Filadelfia.
US Airways con Piedmont Airlines ofrece servicios en tierra para operaciones de US Airways en el aeropuerto.
Este servicio es parte de la red global de Star Alliance de aerolíneas.
- Delta Air Lines
- American Airlines

Conexiones regionales con compañía Atlantic Southeast Airlines que ofrece servicio diario al Aeropuerto Internacional Hartsfield-Jackson.
Este servicio es parte de la red global de aerolíneas SkyTeam.
- American Airlines

Conexiones regionales con American Eagle Airlines que proporciona servicio diario al Aeropuerto Internacional de Dallas-Fort Worth.
Este servicio es parte de la red de aerolíneas OneWorld.
- Aviación General:

- Landmark Aviation

Landmark Aviation ofrece servicios de base fija del operador de tráfico de pasajeros y de aviación general en el Aeropuerto Regional de Fayetteville. Landmark ofrece combustible Jet-A, Avgas, asistencia a tierra, alquiler de aeronaves, servicios de conserjería, transporte de turismo, y cáterin. La terminal de aviación general dispone de un vestíbulo, salas de piloto, una sala de conferencias, y una sala de ordenadores con computadoras WSI.
- Powell Avionics

Powell Avionics ofrece productos de aviónica y ventas radio de aviones, instalación y servicio. Powell Avionics es un operador de base fija limitada.
- Rogers Aircraft

Rogers Aircraft ofrece reparaciones y mantenimiento de aeronaves.

### Carreteras
- carreteras:

- All American Freeway
- Martin Luther King Jr. Freeway

- Sistema Interestatal de Autopistas: Autopista Interstate 95, futura Autopista 295
- Autopistas de Carolina del Norte

- N.C. 24
- N.C. 53
- N.C. 59
- N.C. 87
- N.C. 162
- N.C. 210

- Red de Carreteras Federales de Estados Unidos:

- U.S. 13
- U.S. 301
- U.S. 401

### Transporte público
El Sistema de Tránsito del Área de Fayetteville, sirve a las regiones de Fayetteville y Spring Lake, con diez rutas de autobús y dos rutas de transporte.

### Ferrocarril
La Estación de Ferrocarril de la Costa Atlántica, construida en 1911, ofrece servicio diario con rutas hacia el norte y hacia el sur que conduce a los puntos de la costa este.

## Puntos de interés
- Teatro de Arte
- Consejo de Artes de Fayetteville/Condado de Cumberland[15]
- Jardín botánico Cape Fear
- Fort Bragg
- Río Cape Fear
- Museo de Arte de Fayetteville[16]
- Museo de Transporte de Fayetteville
- Iglesia Evans Metropolitan AME Zion
- Calle Hay unido a Iglesia Metodista
- Museo de Conjunto Histórico de Cape Fear
- Museo Aérero y Operaciones Especiales
- Taberna Cool Spring
- Plantación Myrtle Hill
- Liberty Point
- Parque College Lakes
- Parque Cross Creek Linear
- Museo Fascinate-U Children
- Complex Jordan Soccer
- Centro comercial Cross Creek
- Teatro Regional Cape Fear
- Square Heritage
- El primer restorán Golden Corral
- Coliseo del Condado de Cumberland
- Parque Freedom Memorial
- Iglesia Católica San Patricio
- Torre Bordeaux
- Torre Tallywood

## Estaciones de radio
- 88.3 FM WUAW Varios Géneros
- 88.7 FM WRAE Música Religiosa
- 89.3 FM WZRI Música Cristiana Contemporánea
- 91.9 FM WFSS Radio Pública
- 95.7 FM WKML Country
- 96.5 FM WFLB Éxitos Clásicos
- 98.1 FM WQSM Top 40
- 99.1 FM WZFX Mainstream Urban (Hip Hop y R&B)
- 102.3 FM WFVL Oldies
- 103.5 FM WRCQ Rock
- 104.5 FM WCCG Urban (Éxitos R&B)
- 105.7 FM WGQR Música Gospel
- 106.9 FM WMGU Urban Adult Contemporary (R&B Adultos)
- 107.3 FM WCLN Cristiano Contemporáneo
- 107.7 FM WUKS Urban Adult Contemporary (Smooth R&B)
- 640 AM WFNC Noticias/Charlas
- 1230 AM WFAY Deportes
- 1450 AM WFBX En español
- 1490 AM WAZZ Estándars
- 1600 AM WIDU Evangelio/Charlas
- 1690 AM WAXX Éxitos J's Top

## Clubes y organizaciones
- Club de Mujeres de Fayetteville[17]

## Deportes
| Club                   | Liga                                                | Estadio                         | Establecido | Campeonatos |
| ---------------------- | --------------------------------------------------- | ------------------------------- | ----------- | ----------- |
| Fayetteville FireAntz  | Liga Profesional del Sur de Hockey, hockey en hielo | Coliseo Cumberland County Crown | 2002        | 1           |
| Fayetteville Guard     | Asociación Americana de Fútbol Sala, Fútbol Sala    | Coliseo Cumberland County Crown | 2007        | 1           |
| Fayetteville Swampdogs | Liga Costera, Béisbol colegial                      | Estadio J.P. Riddle             | 2001        | 1           |

## Religión
La Antigua Iglesia Presbiteriana Bluff fue fundada en Wade en 1758 y es una de las iglesias más antiguas del valle Cape Fear. Desde entonces, cientos de casas de culto se han establecido en los alrededores del condado de Cumberland. Iglesias católicas, bautistas, pentecostales, metodistas y presbiterianas tienen las congregaciones más grandes. 

La Iglesia Presbiteriana Bluff mantiene un historial detallado de la Iglesia antigua en su página web. 

El cuarto domingo de septiembre de cada año tiene lugar la reunión anual Old Bluff y está abierta al público. Además, en Fayetteville se encuentra la iglesia de San Patricio, que es la parroquia católica más antigua de Carolina del Norte.

## Ciudad hermana
Saint-Avold, Francia